# Michiel von Glymes von Bergen
Michiel von Glymes von Bergen (auch Michiel van Bergen) (* 1456; † 1482) war ein niederländischer Edelmann aus dem Geschlecht der Glymes.
Michiels Eltern waren Johann II. von Glymes und Marguerite de Rouvroy. Im Haken-und-Kabeljau-Krieg war Michiel ein Parteigänger der Kabeljaus. Im Jahre 1481 konnte er durch geschicktes Tangieren alle konfiszierten Güter (mit Ausnahme der Hohen Herrlichkeit Purmerend und Purmerland) des Haken-Führers Johan III. van Montfoort erhalten; darunter die Hohe Herrlichkeit Polsbroek, mit welcher er im August desselben Jahres durch den nachmaligen Kaiser Maximilian von Österreich belehnt wurde. Da Michiel ohne Nachkommen starb, trat sein jüngerer Bruder Cornelis von Glymes von Bergen das Erbe an.